# Tlanalapa
Tlanalapa è un comune del Messico, situato nello stato di Hidalgo.